# Bari (Somalie)
Pour les articles homonymes, voir Bari (homonymie).
Bari est une région (gobol)au nord-est de la Somalie, sur le golfe d'Aden.

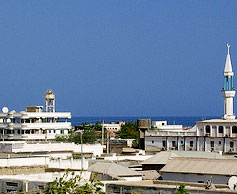
Vue d'ensemble de Bossasso.

La région relève en 2015 du Puntland.
La région est limitrophe de la Somalie, du Somaliland et de l'Éthiopie (Ogaden).
Les provinces somalies voisines sont les anciennes Sanaag, Sool et Nugaal et les nouvelles Cayn et Karkar.

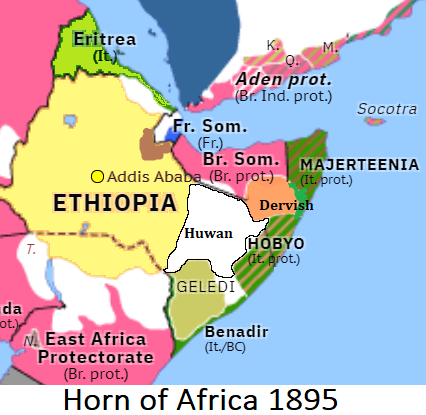
Corne de l'Afrique, vers 1895

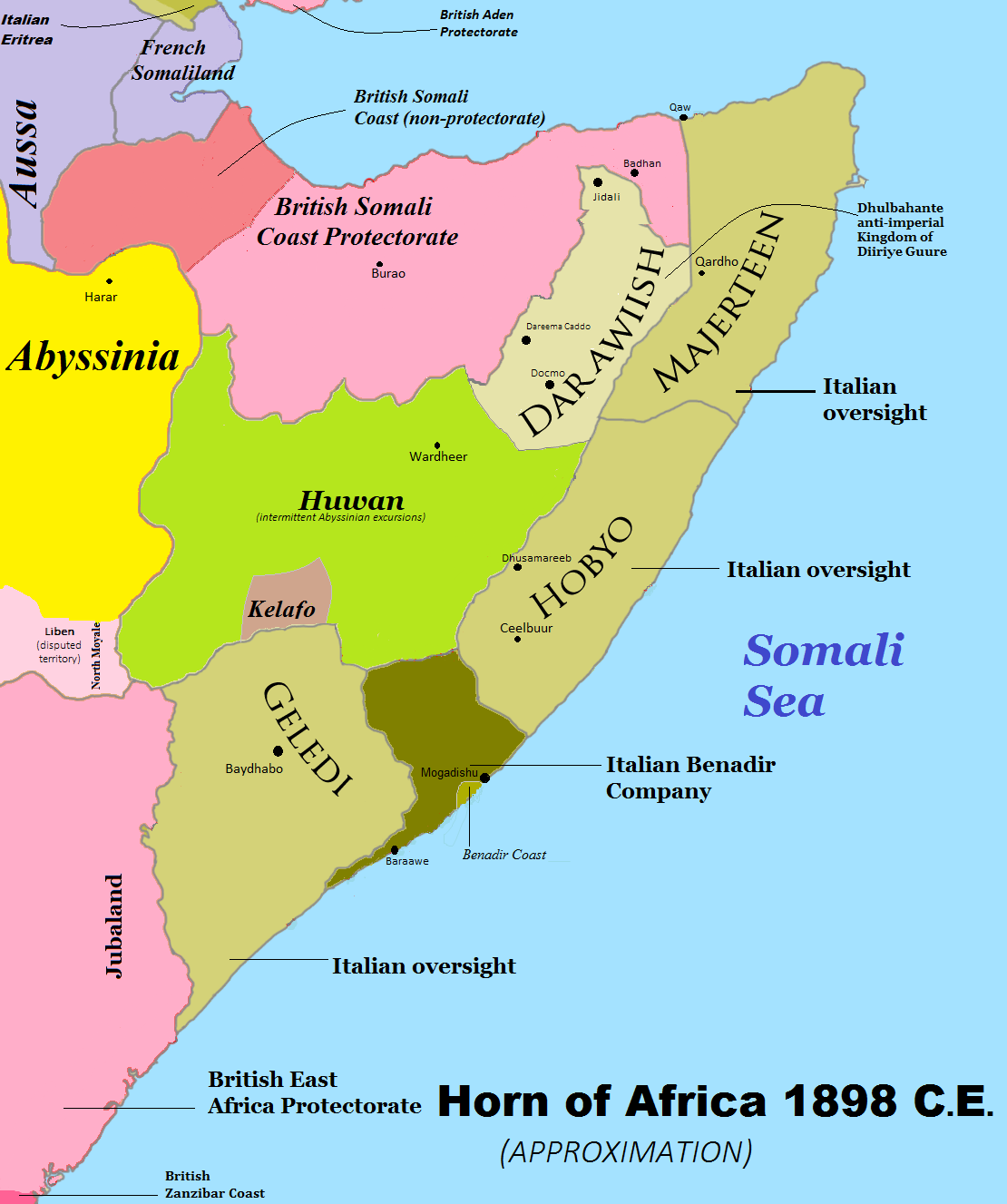
Corne de l'Afrique en 1898

## Districts
Les six districts de 1991 sont :
- Aluula (district) (Aluula),

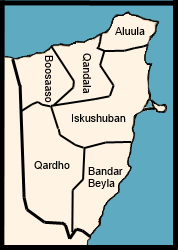
Somalia, Bari, Districts 1991

- Bandarbeyla (district), Bandarbeyla
- Boosaaso (district), Boosaaso
- Iskushuban (district), Iskushuban
- Qandala (district), Qandala
- Qardho (district), Qardho

Les districts du Puntland sont :
- Aluula (district), Aluula
- Armo (district), Armo
- Bargaal (district), Bargaal
- Boosaaso (district), Boosaaso
- Iskushuban (district), Iskushuban
- Qandala (district), Qandala
- Ufayn (district), Ufayn.

Au sud, les deux districts de Bandarbeyla (district) et Qardho (district) sont rattachés à la région de Karkaar.

## Principales localités
- Alula
- Bargaal ou Bargal
- Bayla
- Bosaso
- Hafun
- Iskushuban
- Qandala
- Qardho
- Ufeyn
- Waiye

## Histoire
Ras Hafun, ou Cape Hafun (Somali: Ras Xaafuun), est un promontoire sur l'océan Indien, près des villes actuelles d'Hafun et de Foar. C'est l'emplacement de l'important port antique d'Opone, cité dans le Périple de la mer Érythrée.
Parmi les autres sites archéologiques régionaux : Booco, Botialo, Damo, El Dahir, Galgala, Majiyohan, Mudun.
La région a été dominée par le sultanat de Warsangali (Las Khorey) jusqu'en 1884.